# Richard Christ
Richard Christ (* 30. Dezember 1931 in Speyer; † 15. März 2013) war ein deutscher Schriftsteller und Publizist.

## Leben und Werk
Der Sohn eines Industriekaufmanns, ab 1942 Schüler am Merseburger Domgymnasium, nach dem Abitur (1950) ein Jahr Hilfsarbeiter, Laborarbeiter, Betriebsfunkredakteur und -reporter in den Leunawerken. Von 1951 bis 1956 studierte er Germanistik und Philosophie an der Martin-Luther-Universität Halle-Wittenberg und in Ost-Berlin. 1955 legte er sein Staatsexamen ab. Von 1956 bis 1970 arbeitete er als Redakteur an Gewerkschaftszeitschriften und Lektor für Belletristik im Verlag „Tribüne“ und im „Verlag der Nation“.
Christ wurde vor allem durch seine Reiseberichte bekannt. Neben seinen zahlreichen Buchveröffentlichungen war er auch für den Rundfunk als Autor von Features tätig.
Er war Mitglied des PEN-Zentrums Deutschland.
Von 1970 bis 1993 war Christ Mitarbeiter der Weltbühne. Er lebte zuletzt als freier Schriftsteller in Berlin.

## Auszeichnungen
- 1974: Heinrich-Heine-Preis des Ministeriums für Kultur der DDR
- 1977: Kunstpreis des FDGB (für Um die halbe Erde in hundert Tagen)
- 1980: Kunstpreis der Gesellschaft für Deutsch-Sowjetische Freundschaft
- 1981: Vaterländischer Verdienstorden in Bronze[5]
- 1981: Goldene Feder des Journalistenverbandes der DDR
- 1988: Goethepreis der Stadt Berlin

## Fotografische Darstellung Christs (Auswahl)
- Klaus Morgenstern: Richard Christ (1987; aus einer Serie von Fotografien)[6]

## Werke
Bücher
- Immer fehlt was. Feuilletons 1971.
- Das Chamäleon oder Die Kunst, modern zu sein. Erzählungen. Verlag der Nation, Berlin 1973.
- Reisebilder. Ansichtskarten aus der DDR. Aufbau-Verlag, Berlin/Weimar 1975.
- Die Zeichen des Himmels. 1975.
- Monologe eines Fußgängers. Feuilletons 1975.
- Um die halbe Erde in hundert Tagen. Reisegeschichten. Aufbau-Verlag, Berlin/Weimar 1976.
- Nichts als Ärger. Heitere und bedenkliche Geschichten. Verlag der Nation, Berlin 1978.
- Der Spinatbaum in der Wüste. Der Kinderbuchverlag Berlin 1978 (mit Illustrationen von Gisela Röder)
- Adieu bis bald. Reisebriefe. Aufbau-Verlag, Berlin/Weimar 1979.
- mit Karl-Erich Müller: Blick auf Pakistan. Tagebuch und Skizzenblock. Aufbau-Verlag, Berlin/Weimar 1982.
- mit Fotos von Arno Fischer: Alt-Delhi, Neu-Delhi. Verlag Volk und Welt, Berlin 1983
- Ganz wie daheim. Feuilletons 1980 - 1983. Aufbau-Verlag, Berlin 1984
- Die Zimtinsel. Begegnungen mit Buddha. Aufbau-Verlag, Berlin/Weimar 1987, ISBN 3-351-00347-1.
- Mein Indien. Aufbau-Verlag, Berlin/Weimar 1988, ISBN 3-7464-0067-8.
- Welt-Betrachtung Zwischen Polarkreis und Äquator Aufbau-Verlag, Berlin/Weimar 1989, ISBN 3-351-01176-8.
- Dessau und das Wörlitzer Gartenreich. Hinstorff Verlag, Rostock 1997.
- Der Tag, die Nacht und ich dazwischen. Hinstorff Verlag, Rostock 2001, ISBN 3-356-00910-9.
- Küstenspaziergänge. Hinstorff Verlag, Rostock 2001, ISBN 3-356-00805-6.

Hörspiele
- Aber – glauben Sie das? 1973.
- Sechs Episoden um Paul. 1973.
- Sigis Orden. 1975.

Radio-Features
- Stationen zwischen Himalaja und Kap Comorin. Regie: Hannelore Solter. Prod.: Rundfunk der DDR, 1979.
- Unterwegs nach Berlin. Regie: Fritz-Ernst Fechner. Prod.: Rundfunk der DDR, 1986.
- Verschwundenes Land – Gestohlene Zeit. Regie: Fritz-Ernst Fechner. Prod.: Rundfunk der DDR, 1990.

Fernseh-Features
- Kennen Sie Naumburg? 1974.
- Um die halbe Welt. 1977.